# Hanumarahalli, Shiggaon
Hanumarahalli là một làng thuộc tehsil Shiggaon, huyện Haveri, bang Karnataka, Ấn Độ.